# Boxeo en los Juegos Olímpicos de París 2024
Los combates de boxeo en los Juegos Olímpicos de París 2024 se realizaron en la Arena París Nord (preliminares) y en la pista Suzanne-Lenglen del Estadio Roland Garros de París (fase final) del 27 de julio al 10 de agosto de 2024.
En total fueron disputadas en este deporte 13 pruebas diferentes, 7 masculinas y 6 femeninas. El programa de competiciones se modificó en relación con la edición anterior, en la rama masculina se eliminó una categoría de peso para dar lugar a una categoría femenina adicional.
En junio de 2023, el Comité Olímpico Internacional (COI) retiró los derechos de la Asociación Internacional de Boxeo (IBA) para organizar y llevar a cabo el torneo debido a sus «problemas de gobernabilidad». Por lo tanto, el COI estableció un nuevo sistema de clasificación para París 2024 y fue el encargado de realizar la competición olímpica.

## Clasificación
Participaron en total 248 boxeadores (124 hombres y 124 mujeres) de diferentes comités olímpicos nacionales.

## Calendario
| P | Preliminares | ⅛ | Octavos de final | ¼ | Cuartos de final | ½ | Semifinales | F | Final |

| Fecha→ Categoría ↓ | 27 Sáb | 28 Dom | 29 Lun | 30 Mar | 31 Mié | 01 Jue | 02 Vie | 03 Sáb | 04 Dom | 05 Lun | 06 Mar | 07 Mié | 08 Jue | 09 Vie | 10 Sáb |
| ------------------ | ------ | ------ | ------ | ------ | ------ | ------ | ------ | ------ | ------ | ------ | ------ | ------ | ------ | ------ | ------ |
| –51 kg             |        |        |        | ⅛      |        |        | ¼      |        | ½      |        |        |        | F      |        |        |
| –57 kg             |        | P      |        |        | ⅛      |        |        | ¼      |        |        |        |        | ½      |        | F      |
| –63,5 kg           | P      |        | ⅛      |        |        | ¼      |        |        | ½      |        |        | F      |        |        |        |
| –71 kg             |        | P      |        |        | ⅛      |        |        | ¼      |        |        | ½      |        |        | F      | F      |
| –80 kg             |        |        |        | ⅛      |        |        | ¼      |        | ½      |        |        | F      |        |        |        |
| –92 kg             |        | ⅛      |        |        |        | ¼      |        |        | ½      |        |        |        |        | F      |        |
| +92 kg             |        |        | ⅛      |        |        |        | ¼      |        |        |        |        | ½      |        |        | F      |

| Fecha→ Categoría ↓ | 27 Sáb | 28 Dom | 29 Lun | 30 Mar | 31 Mié | 01 Jue | 02 Vie | 03 Sáb | 04 Dom | 05 Lun | 06 Mar | 07 Mié | 08 Jue | 09 Vie | 10 Sáb |
| ------------------ | ------ | ------ | ------ | ------ | ------ | ------ | ------ | ------ | ------ | ------ | ------ | ------ | ------ | ------ | ------ |
| –50 kg             |        | P      |        |        |        | ⅛      |        | ¼      |        |        | ½      |        |        | F      |        |
| –54 kg             | P      |        |        | ⅛      |        | ¼      |        |        | ½      |        |        |        | F      |        |        |
| –57 kg             |        |        |        | P      |        |        | ⅛      |        | ¼      |        |        | ½      |        |        | F      |
| –60 kg             | P      |        | ⅛      |        | ¼      |        |        | ½      |        |        | F      |        |        |        |        |
| –66 kg             |        | P      |        |        |        | ⅛      |        | ¼      |        |        | ½      |        |        | F      |        |
| –75 kg             |        |        |        |        | ⅛      |        |        |        | ¼      |        |        |        | ½      | ½      | F      |

## Medallistas

### Masculino
| Evento                | Oro                                    | Plata                               | Bronce                                                                           |
| --------------------- | -------------------------------------- | ----------------------------------- | -------------------------------------------------------------------------------- |
| 51 kg (8 de agosto)   | Hasanboy Doʻsmatov · Uzbekistán        | Billal Bennama · Francia            | Yunior Alcántara Reyes · República Dominicana Daniel Varela de Pina · Cabo Verde |
| 57 kg (10 de agosto)  | Abdumalik Xalokov · Uzbekistán         | Munarbek Seiitbek Uulu · Kirguistán | Charlie Senior · Australia Javier Ibáñez Díaz · Bulgaria                         |
| 63,5 kg (7 de agosto) | Erislandy Álvarez · Cuba               | Sofiane Oumiha · Francia            | Wyatt Sanford · Canadá Lasha Guruli · Georgia                                    |
| 71 kg (9 de agosto)   | Asadxoʻja Moʻydinxoʻjayev · Uzbekistán | Marco Verde · México                | Omari Jones · Estados Unidos Lewis Richardson · Reino Unido                      |
| 80 kg (7 de agosto)   | Olexandr Jyzhniak · Ucrania            | Nurbek Oralbay · Kazajistán         | Cristian Javier Pinales · República Dominicana Arlen López · Cuba                |
| 92 kg (9 de agosto)   | Lazizbek Mullojonov · Uzbekistán       | Loren Alfonso · Azerbaiyán          | Enmanuel Reyes Pla · España Davlat Boltayev · Tayikistán                         |
| +92 kg (10 de agosto) | Bahodir Jalolov · Uzbekistán           | Ayoub Ghadfa · España               | Nelvie Tiafack · Alemania Djamili-Dini Aboudou-Moindze · Francia                 |

### Femenino
| Evento               | Oro                                  | Plata                                | Bronce                                                                          |
| -------------------- | ------------------------------------ | ------------------------------------ | ------------------------------------------------------------------------------- |
| 50 kg (9 de agosto)  | Wu Yu · República Popular China      | Buse Naz Çakıroğlu · Turquía         | Nazym Kyzaibai · Kazajistán Aira Villegas · Filipinas                           |
| 54 kg (8 de agosto)  | Chang Yuan · República Popular China | Hatice Akbaş · Turquía               | Pang Chol-Mi · Corea del Norte Im Ae-Ji · Corea del Sur                         |
| 57 kg (10 de agosto) | Lin Yu-Ting · China Taipéi           | Julia Szeremeta · Polonia            | Esra Yıldız · Turquía Nesthy Petecio · Filipinas                                |
| 60 kg (6 de agosto)  | Kellie Harrington · Irlanda          | Yang Wenlu · República Popular China | Wu Shih-Yi · China Taipéi Beatriz Ferreira · Brasil                             |
| 66 kg (9 de agosto)  | Imane Khelif · Argelia               | Yang Liu · República Popular China   | Janjaem Suwannapheng · Tailandia Chen Nien-Chin · China Taipéi                  |
| 75 kg (10 de agosto) | Li Qian · República Popular China    | Atheyna Bylon · Panamá               | Caitlin Parker · Australia Cindy Ngamba · Equipo Olímpico de Atletas Refugiados |

## Medallero
| Núm. | País                                  | Oro | Plata | Bronce | Total |
| ---- | ------------------------------------- | --- | ----- | ------ | ----- |
| 1    | Uzbekistán                            | 5   | 0     | 0      | 5     |
| 2    | República Popular China               | 3   | 2     | 0      | 5     |
| 3    | China Taipéi                          | 1   | 0     | 2      | 3     |
| 4    | Cuba                                  | 1   | 0     | 1      | 2     |
| 5    | Argelia                               | 1   | 0     | 0      | 1     |
| 5    | Irlanda                               | 1   | 0     | 0      | 1     |
| 5    | Ucrania                               | 1   | 0     | 0      | 1     |
| 8    | Francia                               | 0   | 2     | 1      | 3     |
| 8    | Turquía                               | 0   | 2     | 1      | 3     |
| 10   | España                                | 0   | 1     | 1      | 2     |
| 10   | Kazajistán                            | 0   | 1     | 1      | 2     |
| 12   | Azerbaiyán                            | 0   | 1     | 0      | 1     |
| 12   | Kirguistán                            | 0   | 1     | 0      | 1     |
| 12   | México                                | 0   | 1     | 0      | 1     |
| 12   | Panamá                                | 0   | 1     | 0      | 1     |
| 12   | Polonia                               | 0   | 1     | 0      | 1     |
| 17   | Australia                             | 0   | 0     | 2      | 2     |
| 17   | Filipinas                             | 0   | 0     | 2      | 2     |
| 17   | República Dominicana                  | 0   | 0     | 2      | 2     |
| 20   | Alemania                              | 0   | 0     | 1      | 1     |
| 20   | Brasil                                | 0   | 0     | 1      | 1     |
| 20   | Bulgaria                              | 0   | 0     | 1      | 1     |
| 20   | Canadá                                | 0   | 0     | 1      | 1     |
| 20   | Cabo Verde                            | 0   | 0     | 1      | 1     |
| 20   | Corea del Norte                       | 0   | 0     | 1      | 1     |
| 20   | Corea del Sur                         | 0   | 0     | 1      | 1     |
| 20   | Equipo Olímpico de Atletas Refugiados | 0   | 0     | 1      | 1     |
| 20   | Estados Unidos                        | 0   | 0     | 1      | 1     |
| 20   | Georgia                               | 0   | 0     | 1      | 1     |
| 20   | Reino Unido                           | 0   | 0     | 1      | 1     |
| 20   | Tailandia                             | 0   | 0     | 1      | 1     |
| 20   | Tayikistán                            | 0   | 0     | 1      | 1     |
|      | TOTAL                                 | 13  | 13    | 26     | 52    |